# Pseudocandona cavicola
Pseudocandona cavicola é uma espécie de crustáceo da família Candonidae.
É endémica da Eslovénia.